# Arthur Balfour
Arthur James Balfour, I conde de Balfour, KG, OM, PC (25 de julio de 1848-19 de marzo de 1930) fue un político, aristócrata y estadista británico que se convirtió en el trigésimo tercer primer ministro de ese país.
Nacido en Escocia y educado como filósofo, entró por primera vez en la Cámara de los Comunes en la elección de 1874. Visto a primera vista algo así como un diletante —es decir, que practica una ciencia o un arte sin tener capacidad ni conocimientos suficientes—, consiguió relevancia como secretario de Irlanda de 1887 a 1891. En ese puesto, fue autor del Acta de Crímenes Perpetuos (1887) o Acta de Coerción, que aspiraba a prevenir el boicoteo, intimidación y reunión ilegal en Irlanda durante la Guerra de la Tierra.
Balfour sucedió a su tío, Lord Salisbury, como líder de los Tories y primer ministro en julio de 1902 —dirigía a los conservadores en la cámara baja desde 1891—. Como primer ministro, sucedieron eventos como la Entente Cordiale, pero su partido se dividió por la reforma de las tarifas y en diciembre de 1905 cedió el poder a los liberales. Continuó como líder de la oposición durante la crisis del Acta Parlamentaria y el Presupuesto Popular del Gobierno de Lloyd George, pero al fallar en conseguir la victoria en las dos elecciones habidas en 1910 terminó renunciando como líder en noviembre de 1911.
Regresó al Gobierno como primer lord del Almirantazgo en la coalición gubernamental de 1915, siendo después ministro de Asuntos Exteriores de 1916 a 1919. En este puesto fue conocido internacionalmente por haber dado su nombre a la Declaración Balfour a través de la cual el Gobierno británico apoyó en 1917 las aspiraciones sionistas de creación de un «hogar nacional» judío en Palestina.

## Biografía

### Familia y primeros años
Arthur Balfour nació en Whittingehame (Escocia), siendo el hijo mayor de James Maitland Balfour (1820-1856) y Blanche Gascoyne-Cecil (1825-1872). Su padre fue un parlamentario escocés; su madre, miembro de la familia Cecyl, hija del segundo Marqués de Salisbury y hermana del tercer marqués de Salisbury, futuro primer ministro. Su padrino fue el duque de Wellington, de quien adoptó el nombre. Fue el hijo mayor por parte de los hombres, siendo el tercero de los ocho hijos del matrimonio. Estudió en la Escuela Preparatoria Grange de Hoddeston, Hertfordshire (1859-1861) y en Eton (1861-1866). Después realizó estudios en la Universidad de Cambridge, en el Trinity College (1866-1869), donde se graduó.
En 1874 fue elegido diputado conservador por Hertford para la cámara baja, escaño que conservó hasta 1885. En la primavera de 1878, Balfour se convirtió en secretario privado de su tío, lord Salisbury. En ese cargo acompañó al Congreso de Berlín a Salisbury, por entonces ministro de Asuntos Exteriores, con lo que se ganó su primera experiencia en política internacional en relación con la resolución del conflicto ruso-otomano. Al mismo tiempo, se convirtió en una conocida figura del mundo de las letras: la delicadez académica y literaria de su obra Una defensa de la duda filosófica (1879), indicaba que podría labrarse una reputación como filósofo.
Balfour dividía su tiempo entre la arena política y los objetivos académicos. Liberado de sus deberes como secretario personal tras las elecciones de 1880, empezó a adoptar un papel más activo en los asuntos parlamentarios. Durante cierto tiempo estuvo asociado políticamente a lord Randolph Churchill, Henry Drummond Wolff y John Gorst; el grupo fue conocido como «el Grupo de los Cuatro», obteniendo notoriedad por la crítica libre del líder lord Randolph Churchill hacia Stafford Northcote, lord Cross y otros miembros prominentes de la «vieja guardia».

### Servicio en los Gobiernos de lord Salisbury
En 1885, Lord Salisbury designó a Balfour como presidente del Consejo Local de Gobierno; al año siguiente se convertiría en secretario para Escocia, con un asiento en el gabinete. Estos puestos, que ofrecían pocas oportunidades para la distinción, servirían como aprendizaje. A comienzos de 1887, sir Michael Hicks Beach, el secretario jefe para Irlanda, dimitiría por enfermedad, por lo que Salisbury designó a su sobrino para el puesto, lo que pilló por sorpresa a la clase política. Balfour sorprendió a sus críticos por su refuerzo del Acta de Crímenes, lo que le valió el sobrenombre de «sangriento Balfour».
En la Cámara de los Comunes se resistió a cualquier acercamiento al Partido Parlamentario Irlandés para la Home Rule y, aliándose con los liberales unionistas de Joseph Chamberlain, apoyó de forma decidida el activismo unionista en Irlanda.
Con la muerte de W. H. Smith en 1891, Balfour se convirtió en el primer lord del Tesoro —siendo el último en la historia británica que no concurrió como primer ministro al mismo tiempo— y líder de la Cámara de los Comunes. Tras la caída del Gobierno en 1892 pasó tres años en la oposición, hasta el regreso de los conservadores al poder, en coalición con los liberales unionistas, volviendo a ocupar los puestos de líder de la Cámara y lord del Tesoro. 
Su gestión de las frustradas propuestas en materia de Educación en 1896 fueron consideradas como una no inclinación por el trabajo duro de la gestión parlamentaria, aunque tuvo la satisfacción de ver la aprobación de un proyecto de ley que proveería a Irlanda de un sistema de gobierno local mejorado, y tuvo un activo papel en los debates de varias cuestiones domésticas y foráneas en el parlamento entre 1895 a 1900.
Durante la enfermedad de lord Salisbury en 1898, quedó al mando de la Oficina de Asuntos Exteriores, encargándose de llevar a cabo las delicadas negociaciones con Rusia por la cuestión de los ferrocarriles en el norte de China; como miembro del gabinete responsable de las negociaciones con Transvaal en 1899, lo llevó con enorme controversia y, cuando la guerra empezó de manera desastrosa, fue el primero en darse cuenta de la necesidad de poner toda la potencia militar nacional en el terreno.

### Primer ministro
Con la renuncia de lord Salisbury el 11 de julio de 1902, sucedió a su tío con la aprobación de todas las facciones del Partido Unionista, convirtiéndose en primer ministro casi al mismo tiempo de la coronación de Eduardo VII y el final de guerra en Sudáfrica. Todo parecía estar a su favor: el Partido Liberal estaba desorganizado debido a su actitud hacia los bóeres; los dos hitos del programa parlamentario fueron la extensión de la nueva Acta de Educación a Londres y el Acta de Adquisición de Tierras de Irlanda, por la cual el tesoro público británico podría adelantar capital a los arrendatarios, lo que les permitiría adquirir tierras. Otro logro fue la creación del Comité de Defensa Imperial.
En materia internacional, hubo una mejora en las relaciones con Francia, que culminarían con la formación de la Entente Cordiale en 1904; durante este período se produjo la guerra ruso-japonesa donde los británicos, aliados de Japón, estuvieron cerca de entrar en guerra contra la Rusia zarista como resultado del Incidente del banco Dogger. Balfour dejó la política internacional en su ministro lord Lansdowne, estando enormemente ocupado en los asuntos domésticos.
En materia presupuestaria es donde se sembró el disenso dentro del Gobierno, dando comienzo a un nuevo movimiento político; la reforma de los aranceles se produjo como el triple motivo de proteger la industria nacional de la competencia, reforzar el Imperio británico frente al poder económico de un creciente Imperio alemán y de los Estados Unidos, y proveer de una fuente de recursos, diferente de la subida de impuestos, para hacer frente a los gastos de la legislación social. Conforme avanzaron las negociaciones, la división se acrecentó en las filas unionistas: era popular para los seguidores, pero la amenaza de una subida de precios a la importación de comida la convertían a esta política en un arma electoral. Confiando en romper la escisión entre los librecambistas y los reformadores de su partido y gabinete, Balfour salió en favor de tarifas punitivas —tarifas creadas para castigar otras potencias que poseían tarifas contra manufacturas británicas— en la creencia de que animaría el librecambio global.
Eso no era, con todo, suficiente para los librecambistas y los más extremistas reformadores tarifarios en el Gobierno. Con el consentimiento de Balfour, Chamberlain dimitió del Gabinete a finales de 1903 para hacer campaña por el país en favor de la reforma de las tarifas. Al mismo tiempo, Balfour trató de equilibrar las dos facciones aceptando la renuncia de tres ministros librecambistas, incluido el canciller Ritchie; pero, casi a la vez, renunció el librecambista duque de Devonshire, lo que dio impresión de debilidad en el gobierno de Balfour. Hacia 1905 pocos miembros parlamentarios eran de tendencia librecambista —el joven Winston Churchill mudó hacia los liberales en 1904 cuando vio amenazada la elección en Oldham—, pero el actuar equilibrado del primer ministro había agotado su autoridad dentro del gobierno.
Finalmente, Balfour dimitió en diciembre de 1905, confiando en que el líder liberal Henry Campbell-Bannerman sería incapaz de formar un Gobierno fuerte, pero tales esperanzas se desvanecieron cuando Campbell-Bannerman se enfrentó a un tentativa de «elevarlo» a la Cámara de los Lores; los liberales derrotaron a los conservadores en las elecciones legislativas de enero, por lo que Balfour perdió su escaño por el Este de Mánchester —en la elección sólo se escogieron a 157 parlamentarios tories, siendo dos tercios al menos seguidores de Chamberlain—.

### Carrera posterior
Tras el desastre de 1905 permaneció como líder del partido, reforzando su posición tras la salida de Chamberlain de la política activa tras el golpe en julio de 1906, pero era incapaz de hacer progresos contra la enorme mayoría liberal en la cámara baja, y por ello utilizaría la controvertida decisión de usar la Cámara de los Lores como un eficaz freno al programa político y la legislación aprobada por los liberales, vetando numerosa legislación en el período entre 1906 y 1909. Los liberales finalmente abordaron el asunto con el llamado Presupuesto Popular de Lloyd George, que provocaría la crisis constitucional que llevaría al final a la aprobación del Acta Parlamentaria de 1911, que reemplazaba la autoridad del veto de los lores a simplemente demorar los proyectos de ley por dos años; tras el fracaso de los de los Unionistas de obtener la victoria en las elecciones de 1910, sus coetáneos unionistas permitieron la aprobación del Acta en la cámara alta. Un exhausto Balfour dimitió como líder partidario tras la crisis, siendo sustituido por Andrew Bonar Law.
A pesar de ello, permaneció como figura señera dentro del partido y sucedió a Winston Churchill como primer lord del Almirantazgo en la coalición gubernamental de 1915 del gobierno H. H. Asquith; tras el derrumbe del Gobierno de Asquith en diciembre de 1916 pareció ser un potencial sucesor en la jefatura, convirtiéndose en secretario del Ministerio de Relaciones Exteriores y de la Mancomunidad de Naciones en la nueva administración de Lloyd George, pero al final no estuvo dentro del pequeño gabinete de guerra, y siendo frecuentemente apartado de los trabajos internos del gobierno. Su servicio en el Foreign Office fue señalado por la denominada Declaración Balfour en 1917, carta dirigida a lord Rothschild con la promesa de un «territorio nacional» en Palestina (por entonces parte del Imperio otomano) para los judíos.
Balfour renunció a secretario del Foreign Office tras el Tratado de Versalles, pero continuó en el Gobierno como lord presidente del Consejo, cargo que desempeñaría nuevamente en 1929, durante el mandato de Stanley Baldwin.
Los obituarios por su muerte que se publicaron en los diarios The Times, The Guardian y el Daily Herald no harían mención alguna a la declaración que lo hizo famoso.

## Personalidad
Balfour fue una persona inusual por sí misma y por su política, desarrollando unas formas bien conocidas por sus amigos, y que se denominarían las «maneras balfourianas», ya que se trataba de un hombre tímido, falto de confianza y con enormes obsesiones personales.
Una vez, Churchill realizó una comparación entre Balfour y Herbert Asquith: «La diferencia entre Balfour y Asquith es que Arthur era malvado y moral, mientras que Asquith era bueno e inmoral». Balfour llegaría a decir de sí mismo: «Estoy más o menos feliz cuando soy alabado, no muy cómodo cuando me insultan, pero tengo momentos de desasosiego cuando doy explicaciones».

## Obra literaria
Entre los escritos de Balfour se incluyen:
- Una defensa de la duda filosófica (1879)
- Los humores del Golfo, capítulo de la Biblioteca Badminton (1880)
- Ensayos y discursos (1893)
- Los Fundamentos de la Fe, Notas introductorias al estudio de la Teología (1895)
- Interrogaciones sobre la Crítica y la Belleza (1909)
- Teísmo y Humanismo (1915)
- Teísmo y Pensamiento (1923)